# Monastero di Santa Maria di Monteverde
Santa Maria di Monteverde è un antico monastero benedettino dell'XI secolo crollato in gran parte, a causa di terremoti, oggi chiesetta rurale in agro di Vinchiaturo, nella provincia di Campobasso.

## Posizione geografica
La chiesa situata a 1000 metri di altitudine sull'altura detta "La Rocca" in località Monteverde, domina ad est la vallata di Mirabello Sannitico, ad ovest quella di Bojano, a sud quella di Sepino e a nord quella verso Campobasso.

## Origini del monastero
Nelle immediate vicinanze dell'attuale chiesetta sorgeva l'insediamento fortificato di Ruffirium al quale era stato affidato il controllo dei fondovalle e delle antiche vie di comunicazione. La presenza di numerose tracce di mura megalitiche, costruite con macigni a forma irregolare (mura poligonali), che presentano analogie con i perimetri di altri insediamenti del Sannio Pentro sono una ricca testimonianza. Dionisio, nell'Esc. XIX colloca Ruffirio ad orientem Boviani apud Montem vulgo Viridem, quo in Apuliam itur ossia verso l'oriente di Bojano in quella contrada volgarmente detta Monteverde, per la quale si accede in Puglia. 
Ruffirio, distrutta per opera di Quinto Fabio sotto la dittatura di Lucio Papirio Cursore, non rimase del tutto abbandonata. Reperti di età romana, infatti, tra i quali un frammento di trabeazione dorica con architrave e fregio ornato da metope con testa taurina e triglifi, una statua togata rinvenuta nel 1969, un cippo funerario e un sarcofago rinvenuti di recente, testimoniano la presenza di gente patrizia che l'abitava. Con la caduta dell'Impero romano d'Occidente e le seguenti devastazioni causate dalle invasioni barbariche, Monteverde ripiombò nella desolazione. Ma con il diffondersi del monachesimo, e più propriamente dell'ordine dei benedettini, tornò ad essere abitata. Gli storici affermano che nel 689, il monaco Dauferio, proveniente dal monastero di San Pietro Avellana fondò, nei pressi dei resti dell'antico insediamento sannitico Ruffirium, un cenobio dedicato a Santa Maria, che nel 1022, per volontà del nobile beneventano Tertullo, fu trasformato in vero e proprio monastero retto da un abate. Si ritiene che sia uno dei primi insediamenti sorto nel Molise, insieme a quelli di San Vincenzo al Volturno e di Santa Maria di Canneto (nei pressi di Roccavivara). Nell'area erano presenti almeno due insediamenti direttamente dipendenti dal monastero, uno dei quali, denominato Terra Montis Viridis, era ancora fiorente nel secolo XIII. La presenza benedettina attiva sul territorio è testimoniata anche da un atto notarile, risalente al 1193, rogato dal notar Guglielmo di Bojano, con il quale l'abate Ferulfo effettuò la concessione della metà di un mulino (antica misura terriera), appartenente alla chiesa di San Salvatore di Mirabello, che utilizzava le acque del torrente Tappino.

## Attività lavorative nel monastero
Nel secolo XII, il convento raggiunse grande notorietà, anche grazie alla costituzione di una corporazione di lavoratori della pietra operanti tra l'Abruzzo e il Molise, come prova un'iscrizione rinvenuta tra le rovine dell'antica chiesa, oggi murata sulla facciata principale dell'edificio. L'iscrizione è stata così interpretata da V. Baldini:
L'anno 1163 nell'undicesimo mese il venerabile abate matteo ordinò che tale lodevole istituzione fosse realizzata con il suo beneficio consenso il maestro scalpellino gualtiero a ricordo questa pietra incise
Nel secolo XII il convento di Monteverde fu ampliato sia perché divenne sede della già citata corporazione dei maestri scalpellini, sia per le attività che i monaci svolgevano come l'evangelizzazione, la pastorizia e i lavori nei campi. Nello stesso periodo fu costruita la chiesa posta sul lato destro del convento, intitolata a Santa Maria.

## Elementi architettonici e decorativi
Sin dalle origini il ruolo del centro monastico fu rilevante, anche grazie ai privilegi concessi dalle autorità ecclesiastiche, tra cui il papa molisano Celestino V. Nel 1321 fu papa Giovanni XXII a finanziare l'abbellimento della chiesa, la cui struttura risultava essere a tre navate, senza transetto, con absidi ornate da eleganti monofore strombate e facciata a salienti, affiancata da torre campanaria, la cui base grazie ai recenti lavori di consolidamento e conservazione effettuati nel 2008 hanno portato alla luce il pavimento in cotto. L'edificio presenta due ingressi: uno sul prospetto principale e l'altro sul lato destro. La lavorazione delle pietre, a filari di altezza diverse, è molto accurata. Con il trascorrere del tempo, i rovi hanno nascosto parte delle rovine, mentre frammenti architettonici e decorativi come colonne e capitelli sono stati depredati. Tra i reperti scomparsi vi erano alcuni capitelli con foglie e volute di buona fattura, che evidenziavano una notevole abilità di mestiere negli esecutori della corporazione di Monteverde. Nel 2008, lavori di ricognizione e consolidamento dei resti dell'edificio, hanno riportato alla luce l'intero impianto planimetrico, la parte absidale con le tre monofore, la torre campanaria e diverse sepolture. L'impianto planimetrico della chiesa risulta conforme agli schemi costruttivi benedettini. Le tre navate, infatti, erano divise da arcate a tutto sesto su colonne, tranne in prossimità della zona presbiteriale, dove si alzavano, invece, pilastri collegati tra loro e alle pareti laterali mediante archi trasversali. Inoltre, nell'attuale chiesetta rurale edificata nel 1938 con materiale di reimpiego, accessibile direttamente dalla chiesa antica, viene conservata la bella lunetta (mt. 1,45 alla base) che decorava il portale principale. La lunetta raffigura l'agnello con la testa girata verso la croce, ad altorilievo, mentre fanno da sfondo, a bassorilievo, sul lato destro, un'ancora, ed un viticcio simbolo della salvezza dell'anima. Sul lato sinistro, vi è raffigurato un motivo a zig-zag, simbolo della luce e della speranza. In tale composizione, vi è l'essenzialità nel motivo dell'agnello mistico che emerge sugli altri elementi allegorici, mentre, in altre lunette, esistenti nelle chiese molisane del periodo romanico, le composizioni sono più complesse e l'agnello raffigurato si confonde con altri simboli: leoni alati, grifoni. Pertanto, si ritiene che la lunetta della chiesa di S. Maria di Monteverde, per lo schematismo delle forme e l'essenzialità della composizione è tra le più antiche.

## Terremoti e ricostruzione
L'attività del monastero si interrompe alla metà del XIV secolo, quando nel 1349 un pauroso terremoto lo distrusse, lasciando, però, in piedi la chiesa e poche abitazioni di pastori. Un altro terremoto, precisamente nel 1456, distrusse le poche abitazioni rimaste. Ed è in seguito a questi eventi che la chiesa con le sue dipendenze venne data in commenda all'abbate commendatario di turno. I sopravvissuti all'evento calamitoso si trasferirono a valle, ove già si erano da tempo creati due gruppi di abitazioni di Mirabello Sannitico e Vinchiaturo. La chiesa, invece, fu fatta ricostruire dal Cardinale Vincenzo Orsini d'Aragona nel 1688. Per oltre un secolo la messa fu celebrata dal clero di Mirabello Sannitico come risulta da diversi atti notarili. Infine, il terribile terremoto del 26 luglio 1805, causò il crollo definitivo della chiesa, dove trovò la morte l'eremita che in quel luogo viveva nella preghiera e nella contemplazione.

## Situazione attuale
Del monastero sopravvivono parte dell'abside centrale, tracce del presbiterio e delle mura perimetrali.
Nell'odierna chiesetta una volta l'anno, precisamente l'ultima domenica di agosto vi è tenuta messa e la statua della vergine sita al suo interno viene portata in processione per un percorso di un chilometro. In quel giorno le città una volta "antagoniste" di Mirabello e Vinchiaturo (di cui la chiesa delinea il confine) si ritrovano insieme a pregare simboleggiando la fratellanza tra i popoli.